# Јаворје (Брдовец)
Јаворје је насељено место у саставу општине Брдовец у Загребачкој жупанији, Хрватска. До територијалне реорганизације у Хрватској налазило се у саставу старе загребачке приградске општине Запрешић.

## Становништво
На попису становништва 2011. године, Јаворје је имало 679 становника.

## Попис1991.
На попису становништва 1991. године, насељено место Јаворје је имало 578 становника, следећег националног састава:
| Попис 1991.‍  | Попис 1991.‍  | Попис 1991.‍ | Попис 1991.‍ | Попис 1991.‍ |
| ------------ | ------------ | ----------- | ----------- | ----------- |
|              |              |             |             |             |
| Хрвати       | Хрвати       |             | 541         | 93,59%      |
| Словенци     | Словенци     |             | 4           | 0,69%       |
| Срби         | Срби         |             | 3           | 0,51%       |
| Југословени  | Југословени  |             | 2           | 0,34%       |
| Немци        | Немци        |             | 2           | 0,34%       |
| Муслимани    | Муслимани    |             | 1           | 0,17%       |
| неопредељени | неопредељени |             | 3           | 0,51%       |
| регион. опр. | регион. опр. |             | 1           | 0,17%       |
| непознато    | непознато    |             | 21          | 3,63%       |
| укупно: 578  |              |             |             |             |